# Podujeva
Podujeva (albansk: Podujeva/Besiana; serbisk: Подујево, tr. Podujevo) er en by i Kosovo med 91.836 Pr.  2016 indbyggere.